# Sonic Mania Adventures
Sonic Mania Adventures è una webserie d'animazione, composta da 6 corti (5 regolari mensili più uno speciale natalizio) creati interamente da Tyson Hesse con le musiche di Tee Lopes, già autori rispettivamente delle scene d'intermezzo e della colonna sonora di Sonic Mania.
La serie è stata annunciata in live al Gotta Go Fast 2018, e il primo episodio è stato pubblicato il 30 marzo 2018 sul canale YouTube ufficiale di Sonic the Hedgehog.

## Episodi
| nº | Titolo          | Data             |
| -- | --------------- | ---------------- |
| 1  | Sonic Returns   | 30 marzo 2018    |
| 2  | Sonic and Tails | 30 aprile 2018   |
| 3  | & Knuckles      | 31 maggio 2018   |
| 4  | Mighty and Ray  | 22 giugno 2018   |
| 5  | Metal Mayhem    | 17 luglio 2018   |
| 6  | From: A. Rose   | 20 dicembre 2018 |

### Sonic Returns
Il primo episodio si svolge dopo gli eventi del videogioco Sonic Forces. Sonic (quello di Sonic Mania) compare a Angel Island e, dopo essersi guardato intorno, nota che il perfido dottor Eggman ha rapito dei Flicky e così corre a salvarli. Dopo aver superato delle trappole, arriva alla capsula di contenimento, ma si scopre essere una trappola di Eggman, dato che appena scende dalla capsula, che si scoprirà essere una bomba con un contatore, una corda fa rimanere Sonic a testa bassa. Nel frattempo Eggman stesso cade nella sua stessa trappola e rimane a testa in giù. Sonic viene liberato dai Flicky e decide di risparmiare Robotnik, ma, non appena fa un passo, con sua sorpresa, scopre che a Eggman mancano 2 Smeraldi del Caos. Così Sonic colpisce la bomba facendola arrivare a 5 e scappa lasciando Eggman alla sua sconfitta.

### Sonic and Tails
Mentre sta con il caro Tails, il quale è impegnato a riparare l'elica del Tornado, Sonic scopre che il dottor Eggman ha trovato uno dei due smeraldi del Caos mancanti e che sta cercando di dissotterrarlo tramite la sua scavatrice. Corre subito a fermarlo, ma il folle scienziato lo sconfigge lanciandolo davanti a Tails. I due decidono, allora, di unire le forze e riescono a sconfiggere Eggman per poi recuperare lo smeraldo.

### & Knuckles
Dopo essere stato sconfitto da Sonic e Tails, il dottor Eggman decide di rubare il Tornado per tenere un'imboscata a Knuckles. Quest'ultimo difende il Master Emerald da chiunque gli si presenti davanti cacciando persino Ray, che voleva solo ottenere informazioni su Mighty, recentemente scomparso. Improvvisamente arrivano dei robot minacciosi. Knuckles li sconfigge, ma scopre che, nel frattempo, il Master Emerald è stato rubato da qualcuno che guida il Tornado. Pensando che si tratti di Sonic e non di Eggman, Knuckles si arrabbia e insegue il biplano.

### Mighty and Ray
Ray continua la sua ricerca dell'amico Mighty, ma, ad un tratto, s'imbatte nel malvagio Metal Sonic. Quest'ultimo tenta di aggredirlo, ma viene preso a sassate da Mighty stesso, che esce allo scoperto solo in quel momento per salvare la vita al suo amico. Successivamente Metal Sonic scopre che l'armadillo ha uno degli smeraldi del Caos cercati da Eggman e, dopo aver preso Ray in ostaggio, lo obbliga con la forza a dargli lo smeraldo per poi liberare lo scoiattolo e scappare. I due scoprono dove si trova la base di Eggman e che sia Sonic e Tails sia Knuckles, che insegue Sonic arrabbiato, si stanno recando lì. Così, entrambi, decidono di andare a recuperare lo smeraldo e di unirsi al gruppo.

### Metal Mayhem
Una volta entrati nella base, Sonic e Tails vengono bloccati da Metal Sonic, il quale gli ruba i due smeraldi del caos ottenendo gli altri 5 da Eggman. Grazie al potere degli smeraldi, Metal Sonic ottiene un power up(che gli dona un'aura dorata e rende i suoi occhi gialli)che lo rende fortissimo e si abbatte su Sonic. Tuttavia arrivano Mighty e Ray che decidono di aiutare Sonic stesso e Tails. I quattro, dopo un'intensa battaglia, riescono a bloccare Metal Sonic e a fargli perdere gli smeraldi. Il robot decide, allora, di riassumere il suo potere per mezzo del Master Emerald, ma in quel momento arriva anche Knuckles che, dopo aver scoperto che era tutto un piano di Eggman, picchia lui e Metal Sonic sconfiggendoli e se ne va con il Master Emerald. L'episodio si conclude con Sonic, Tails, Mighty e Ray che festeggiano la loro vittoria mangiando dei chili dogs.

### From: A. Rose
Dopo la sconfitta di Eggman, Metal Sonic viene abbandonato dal suo creatore finché, durante il giorno di Natale, viene trovato da Amy Rose, la quale, dopo averlo salvato da un albero caduto in picchiata, cercherà di far sì che lui ed Eggman stesso possano tornare in pace e d'accordo.